# 斯图尔特·萨克利夫
斯图尔特·弗格森·维克多·萨克利夫（英語：Stuart Fergusson Victor Sutcliffe，1940年6月23日—1962年4月10日）是一位苏格兰裔的艺术家和音乐人，以披头士乐队的首任贝斯手身份闻名。他是约翰·列侬在利物浦艺术学院的同学，和他一起想出了乐队名（甲壳虫），灵感来源于他们共同喜爱的乐队——巴迪·霍利的蟋蟀乐队。后来列侬把乐队名改为（披头士），来源于词语（节拍）。萨克利夫在队内时，披头士是一支五人乐队，他被一些人称为“披头士第五人”。
披头士乐队在汉堡演唱期间，他与摄影师阿斯特丽德·基尔赫相遇，随后与她订婚。在退出乐队后，他入读了汉堡艺术学院（Hamburg College of Art），师从日后成为波普藝術家的爱德华多·包洛奇。萨克利夫主要探索了抽象表現主義相关的风格，画作受到褒扬。在德国学习期间，萨克利夫开始感到严重的头痛，对光极度敏感。1962年4月初，他在一堂艺术课上头痛后昏倒，医生做了各项检查后无法确定成因。1962年4月10日，他在送往医院的救护车中去世。日后发布的死因是右半脑的动脉瘤。

## 早年
萨克利夫的父亲查尔斯·萨克利夫（Charles Sutcliffe，1905年–1966年3月18日）是一位高级公务员，在1943年为援助战时工作搬到利物浦。他随后继续任职轮船工程师，因此在儿子的童年时期经常出海。他的母亲米丽（Millie）是幼儿学校的老师。萨克利夫有两个妹妹：波琳（Pauline）和乔伊斯（Joyce）:30。
萨克利夫出生于苏格兰爱丁堡的辛普森纪念妇产科医院，在全家搬到英格兰后，他在利物浦的阿格伯斯路37号长大（37 Aigburth Drive）。他先后就读于公园景观小学（Park View Primary School）、海顿（Huyton，1946–1950）和普利斯科特文理中学（1950–1956）:105。当父亲休假回家时，他常邀请儿子和儿子在艺术学院的同学罗德·穆雷（Rod Murray，也是萨克利夫的室友和最好的朋友）一起喝酒，在儿子的口袋里塞上十英镑，然后再消失六个月:105。披头士的传记作者菲利普·诺曼写到查尔斯·萨克利夫是个殴打妻子的酒鬼，而年幼的萨克利夫目睹了父亲的行径。
萨克利夫在利物浦艺术学院就读的第一年有一份垃圾收集員的工作，受雇于利物浦市政府。经共同朋友比尔·哈利的介绍，他与同校的列侬相识。根据列侬的描述，萨克利夫有“非凡的艺术作品集”，是一位有天赋的画手、学校的明星学生之一:105:107。他帮助列侬提高艺术技巧，在列侬为考试交作品时和他一起学习:31。萨克利夫住在利物浦的珀西路9号（9 Percy Street），与穆雷合租一间公寓。被逐出后，他搬到甘姆比尔台3号，与艺术课上的竞争对手玛格丽特·查普曼合住。公寓坐落在新建成的利物浦座堂对面，在利物浦托克坦斯的破败地区，房间里只有电灯泡和角落的一个床垫。列侬在1960年初搬进来与萨克利夫同住:50:63。保罗·麦卡特尼日后承认他对萨克利夫与列侬的关系感到嫉妒，他的位置被萨克利夫取代了。萨克利夫和他的室友们把房间漆成黄色和黑色，女房东对此不赞赏。还有一次，他们为了取暖焚烧了家具。
在喀什巴咖啡馆（业主为皮特·贝斯特的母亲蒙娜·贝斯特）的一次谈话中，列侬和麦卡特尼说服了萨克利夫以分期付款的形式从弗兰克·海塞（Frank Hessey）的乐器店购买一把霍夫纳总统500/5型贝斯。萨克利夫此前在音乐方面颇有经验：他曾是海顿当地的教堂唱诗班成员，他的母亲让他自九岁起开始学钢琴，他在空军童子军团吹过军号，他的父亲教过他几个吉他和弦:173。1960年5月，萨克利夫加入了列侬、麦卡特尼和乔治·哈里森的乐队（当时名为，银色披头士）:66:212。尽管萨克利夫在之前弹奏过原聲吉他，但他的练习时间不够长，手指没有起茧，导致它们经常在排练期间起水泡:64。萨克利夫开始担任起乐队代理人一职，他在甘姆比尔台的公寓也常被用作排练场地:50。
1960年7月，周日报纸《人物报》发表了一篇题目为《披头族恐慌》（"The Beatnik Horror"）的文章，配图摄于萨克利夫房间的楼下一层公寓。在照片中，青少年时期的列侬躺在地板上，萨克利夫站的窗户边:43。他们经常造访的蓝花楹木俱乐部（Jacaranda Club）的业主艾倫·威廉斯安排了这张照片的拍摄，威廉姆斯随后取代萨克利夫成为了乐队的代理人，为他们预约演唱会:53:53。在兰肖厅酒吧（Renshaw Hall bar）的一个下午，萨克利夫、列侬和他的女友辛西娅想出了和蟋蟀乐队相近的名字（甲壳虫）:175。列侬后来再把名字改为（披头士乐队），因为他觉得这个名字听上去像法语，类似或。

## 披头士乐队和汉堡
萨克利夫的贝斯弹奏停留在基础水平，主要弹奏和弦的根音:184-185。比尔·哈利——他在艺术学院的朋友及《默西节拍乐》报纸的创始人和编辑——向萨克利夫表示他应该把精力集中在艺术上而不是音乐上，认为他的才华在视觉艺术领域能发挥得更好:173-174。披头士的传记经常把萨克利夫描述为在台上表现得很不自在，常背对观众弹奏，但乐队当时的鼓手贝斯特否认了这一点，回忆萨克利夫是一个脾气温厚、在观众前有活力的人。为了成为比利·法瑞的伴奏团队，披头士在飞龙俱乐部（Wyvern Club）参加了拉里·派恩斯的试音，这份工作周薪十英镑。威廉姆斯在日后声称若不是萨克利夫在整个试音过程中背对着派恩斯（威廉姆斯认为原因是他弹得不好），乐队能成功得到这个机会。但派恩斯后来否认了这一点，表示乐队没有固定的鼓手是他当时唯一在意的事。乐队在汉堡的朋友克劳斯·弗尔曼认为萨克利夫是一位优秀的贝斯手，而研究披头士历史的乐评人里奇·安特伯格把萨克利夫的贝斯弹奏描述为“毫无艺术性的蹬蹬声”。
在开始穿戴紧身裤和雷朋墨镜后，萨克利夫更受观众喜爱了:65。他最出风头的时刻是每每演唱的时候，他收获的欢呼比其他披头士成员都多，这加剧了他和麦卡特尼间的不和。列侬也开始批评萨克利夫，拿他的身高和弹琴技术开玩笑:242。1960年12月5日，哈里森因年龄不够被德国当局驱逐出境。麦卡特尼和贝斯特随后也因纵火罪被驱逐，只剩列侬和萨克利夫留在汉堡:93。列侬乘坐火车回家，而萨克利夫因患感冒继续留在汉堡:230。1961年1月20日，他向女友阿斯特丽德·基尔赫借钱乘飞机回到利物浦。他和其他披头士成员在同年3月又来到汉堡:242。
1961年7月，萨克利夫决定退出乐队，转而从事绘画事业。在得到研究生奖学金后:31，他进入汉堡艺术学院就读，导师为包洛奇:65。麦卡特尼在他离队后转弹贝斯，借用了他的乐器，直到攒够了买新贝斯的钱为止。但萨克利夫让左撇子的麦卡特尼不要倒装弦的位置，于是麦卡特尼只能把琴倒着弹奏:74-75。
萨克利夫的照片出现在披头士1967年的专辑的封面上（位于最左边，插画家奥伯利·比亚兹莱之前）。

## 阿斯特丽德·基尔赫
基尔赫出生于德国汉堡，在富裕的郊区阿尔托纳区由寡居的母亲抚养长大:64。她到帝王地下室俱乐部观看披头士演出时与萨克利夫相遇。在为乐队照相后，基尔赫邀请他们到她母亲的房子里喝茶，让他们参观自己的卧室：包括家具都用黑色粉刷，墙上铺着银箔，天花板挂着一根大树枝。不久后，她和萨克利夫开始约会:224。
萨克利夫在写给朋友的信中说到基尔赫让他入迷，并向她的德国朋友询问她喜爱的颜色、电影、书籍和画家都是哪些。贝斯特说他们恋爱关系的开始“像是那些童话故事一样”:225。基尔赫与萨克利夫在1960年11月订婚，根据德国习俗交换了戒指:65。萨克利夫随后写信给父母告知订婚的消息，他们非常吃惊，以为他要放弃自己的艺术生涯了:235。但他告诉基尔赫自己将来想在伦敦或德国做美术老师。在搬进基尔赫家后，萨克利夫常常借穿她的衣服。他穿她的皮裤和皮夹克、无领夹克、过大的衬衫和长围巾。他还穿着她的一件无翻领的灯芯绒西装外套上台，使列侬讽刺地问他是否是问他妈妈借的。

## 绘画事业
萨克利夫在早年就展现出了艺术天份:105:47。同学海伦·安德森（Helen Anderson）记得他的早期作品非常具有攻击性，运用黑暗的、情绪化的色彩，不是她料想中这样一位“安静的学生”会作的画:107。从1959年11月到1960年1月，萨克利夫的一副画作为约翰·摩尔斯展览的一部分在利物浦沃克美术馆展出。在展览结束后，摩尔斯花费65英镑买下了这幅画，这一数目相当于当时普通工人周薪的六到七倍:50。该画的题目叫《夏日绘画》（Summer Painting），萨克利夫和另一位艺术生苏珊·威廉姆斯（Susan Williams）一起出席了庆祝晚宴。穆雷记得这幅画不是画在画布上，而是画板上，因为尺寸太大不得不切割成两半然后用铰链连接。穆雷还指出最终只有一半的画被运到了展览现场（因为他们中途停留在一个酒吧庆祝），但还是把画成功卖出，因为摩尔斯是为儿子买的:168。
萨克利夫在利物浦艺术学院申请学习美术教师课程时被拒绝，但后来在1961年6月就读汉堡艺术学院时，他的导师包洛奇日后写过一份报告，表示萨克利夫是他最好的学生之一:65。他写道：“萨克利夫非常有天赋，有才智。在此期间，他已成为了我最好的学生之一。”
萨克利夫留存的少数作品体现了与美国抽象表现主义运动同时期的英国和欧洲的抽象藝術家对他的影响。他早期的具象作品是对厨房水槽画派，尤其是约翰·布拉特比作品的怀旧。到1950年代末期，萨克利夫已开始绘制抽象作品了，包括卖给摩尔斯的《夏日绘画》。他的作品与约翰·霍伊兰德（John Hoyland）和尼古拉·德·斯塔埃尔的有相似之处，尽管后两者的更加抒情化（萨克利夫在1960年春作为披头士一员到苏格兰巡演时用过艺名“斯图·德·斯塔埃尔”）。他的后期作品常没有标题，把颜料以德·斯塔埃尔的方式厚涂压成片状，并以刮擦或挤压出的线条元素作为轮廓制造出封闭的空间。《汉堡绘画2号》（Hamburg Painting no. 2）被沃克美术馆购买，是命名为“汉堡”的系列画作的其中一幅，在画中平面和色彩制造出氛围上的能量。沃克美术馆藏有萨克利夫的其他两幅作品，分别是《自画像》（Self-portrait，木炭画）和《十字架钉死》（The Crucifixion）。列侬日后在肯伍德家中挂有萨克利夫的几幅画，而麦卡特尼在他卡文德什大道（Cavendish Avenue）的家中摆有包洛奇的雕塑作品:170:258。

## 去世
萨克利夫在德国逗留期间开始感到严重的头痛，对光极其敏感。基尔赫表示，有时头痛让他暂时失明:278:110。1962年，萨克利夫在汉堡上艺术课时昏倒。基尔赫的母亲让德国医生为他做了各项检查，但头痛的原因无法确定。医生们建议他回到英国去设施更好的医院就诊，但萨克利夫被告知自己没有病，于是再次回到汉堡。住在基尔赫家时，他的情况恶化。1962年4月10日，萨克利夫再次昏倒，被基尔赫送往医院（她在救护车上陪同），但他在到达医院前就已去世:110。公布的死因为脑出血（Cerebral hemorrhage）非中風，更确切的原因是动脉瘤破裂导致“血液进入右脑室使大脑麻痹”:305:110。
1962年4月13日，基尔赫在汉堡机场与披头士成员见面，告知他们萨克利夫在几日前去世:305。萨克利夫的母亲在乐队经理人布萊恩·愛普斯坦的陪同下飞到汉堡，把儿子的遗体带回利物浦。萨克利夫的父亲当时正出海前往南美洲，三周后才得知这个消息。他到达布宜诺斯艾利斯后，家人安排了一位随军牧师告诉他儿子的死讯。基尔赫在男友去世后给他母亲写了一封信，为自己因身体不适无法到利物浦出席葬礼而道歉，表示自己和列侬有多么想念他：“噢，妈妈，他（列侬）现在心情很糟糕，他无法相信亲爱的斯图尔特再也回不来了。[他]哭得很厉害……约翰对我很好，他说他那么了解斯图尔特，那么爱他，所以他能理解我的感受。”
造成萨克利夫患上动脉瘤的原因无从得知。据信，在1961年1月的一次演唱结束后，他在莱瑟姆厅外参与斗殴时造成的头部受伤是一切的起因。他的头不是被踢中，就是撞上了一堵砖墙:240。据乐队前经理人艾倫·威廉斯的叙述，列侬和贝斯特上前帮架，打退萨克利夫的攻击者后把他拉回安全区域。在打架中，萨克利夫的头骨受损，列侬的小拇指骨折:884。当时，萨克利夫拒绝接受治疗，没有去塞夫顿综合医院（Sefton General Hospital）完成预约的X射线检查:241。然而，萨克利夫的朋友、《默西节拍乐》编辑比尔·哈利否认了上述故事。他在《纽约时报》一篇文章的评论区宣称萨克利夫没有参与莱瑟姆厅外的打架事件。他说，萨克利夫的母亲告诉他，她的儿子从基尔赫住处的阁楼台阶上摔下来过。而基尔赫的母亲妮尔萨（Neilsa）确认了这一点。
尽管列侬没有出席萨克利夫的葬礼，也没有赠送鲜花，但他的第二任妻子小野洋子回忆列侬经常提及萨克利夫的名字，称其为“[我的]至交......他世界里的精神......一种指导力量”:52。

## 精选集系列
披头士乐队的合辑于1995年发行，主要收录了乐队早年录制的未发行过的歌曲。和的专辑封面上都有萨克利夫的图像，位于右上角。萨克利夫在1960年录制的三首歌中弹奏贝斯：、和。

## 相关影视和书籍
萨克利夫在1979年的电影《披头士的诞生》中由大卫·尼古拉斯·威尔金森（David Nicholas Wilkinson）扮演，他在2000年的电影《在他的生命中：约翰·列侬的故事》中由李·威廉姆斯扮演。1994年的电影《披头岁月》以萨克利夫为故事主人公，把他在披头士早期生涯中的经历和导致他退出的一系列因素戏剧化了，在其中美国演员斯蒂芬·多尔夫扮演了他。
有四部已播出的电视纪录片把萨克利夫的生平作为题材：
- 《午夜天使》（Midnight Angel，1990） 英国格拉纳达电视（Granada TV）[39]
- 《展览》（Exhibition，1991）德国科隆电视[5]
- 《斯图尔特，他的人生和艺术》（Stuart, His life and Art，2005） 英国BBC电视[5]
- 《斯图尔特·萨克利夫，被遗忘的披头士》（Stuart Sutcliffe, The Lost Beatle，2005）英国BBC电视[40]

关于萨克利夫的书籍：
- 《披头岁月，斯图尔特·萨克利夫，被遗忘的披头士》（Backbeat, Stuart Sutcliffe, The Lost Beatle，1994） 作者：Alan Clayson and Pauline Sutcliffe [41]
- 《斯图尔特，斯图尔特·萨克利夫的人生和艺术》（Stuart, The Life and Art of Stuart Sutcliffe，1995） 作者：Pauline Sutcliffe and Kay Williams [42]
- 《披头士的影子，斯图尔特·萨克利夫和他的孤独之心俱乐部》（The Beatles Shadow, Stuart Sutcliffe, & his lonely hearts club，2001） 作者：Pauline Sutcliffe and Douglas Thompson[5]
- 《斯图尔特·萨克利夫：一次回顾》（Stuart Sutcliffe: a retrospective，2008） 作者：Matthew H. Clough and Colin Fallows [43]
- 《Baby's in Black》（Baby's in Black，2010） 作者：Arne Bellstorf[44]

斯图尔特·萨克利夫基金会出售他的纪念品，包括他作的诗歌、他和列侬学习的和弦及歌词等。

## 脚注
出处
1. 1 2  Norman, Philip. . Fireside Books. 2005: 62. ISBN 978-0-7432-3565-5.
2. 1 2  Kane, Larry. . Running Press. 2007: 52. ISBN 978-0-7624-2966-0.
3. 1 2 3  Sutcliffe, Pauline; Tufnell, Guinevere; Cornish, Ursula. . Routledge. 1998. ISBN 978-0-415-91993-7.
4. ↑  McGinty, Stephen. . The Scotsman (Edinburgh). 2011-08-12  [2015-05-05]. （原始内容存档于2015-09-24）.
5. 1 2 3 4 5  . Stuart Sutcliffe Estate.   [2015-05-05]. （原始内容存档于2015年5月4日）.
6. ↑  Pawlowski, Gareth L. . Penguin Books. 1989: 88. ISBN 978-0-525-24823-1.
7. 1 2 3 4 5 6 7 8 9 10 11 12 13 14 15 16 17 18 19 20 21 22  Spitz, Bob. . Little, Brown and Company. 2005. ISBN 978-0-316-80352-6.
8. ↑  . National Museums Liverpool.   [2015-05-07]. （原始内容存档于2015-04-02）.
9. 1 2 3 4 5 6 7 8 9 10 11  Miles, Barry. . Vintage-Random House. 1997. ISBN 978-0-7493-8658-0.
10. 1 2 3 4 5 6 7 8  Lennon, Cynthia. . Hodder & Stoughton. 2005. ISBN 978-0-340-89512-2.
11. ↑   (Documentary TV series (DVD)).  事件发生在 0:27:24. 2003.
12. ↑  Norman Allanson. . Mersey Beat.   [2015-05-07]. （原始内容存档于2021-02-25）.
13. 1 2   (Documentary TV series (DVD)).  事件发生在 0:28:02. 2003.
14. ↑  . Rockmine.com.   [2015-05-07]. （原始内容存档于2018-10-04）.
15. ↑  . National Museums Liverpool.   [2015-03-19]. （原始内容存档于2015-04-02）.
16. ↑  Coleman, Ray. . Pan Books. 1995. ISBN 978-0-330-34568-2.
17. 1 2  Ryan, David Stuart. . Kozmik Press. 1982. ISBN 978-0-905116-08-2.
18. ↑  . rickresource.com.   [2015-03-19]. （原始内容存档于2016-03-04）.
19. ↑  . BeatleFolks.com.   [2015-03-19]. （原始内容存档于2008-08-27）.
20. ↑  Cole, Steve (director).  (TV Documentory). 2005.
21. ↑  Unterberger, Richie. . Backbeat (UK). 2006: 7. ISBN 9780879308926.
22. 1 2  . Beatles.ncf.ca.   [2015-03-19]. （原始内容存档于2006-03-19）.
23. 1 2  . Beatlesbible.com.   [2015-05-07]. （原始内容存档于2020-12-01）.
24. ↑  Hutchinson, Lydia. . Performingsongwriter.com. 2014-03-29  [2015-05-07]. （原始内容存档于2021-02-05）.
25. 1 2 3  . NPR.org. 2010-10-19  [2015-05-07]. （原始内容存档于2016-03-05）.
26. ↑  . Bill Harry/Mersey Beat Ltd.   [2015-05-07]. （原始内容存档于2021-02-24）.
27. ↑  . National Museums Liverpool.   [2015-03-19]. （原始内容存档于2015-04-02）.
28. ↑  . National Museums Liverpool.   [2015-03-19]. （原始内容存档于2017-01-04）.
29. ↑  . Stuart Sutcliffe Estate.   [2015-05-07]. （原始内容存档于2015年5月4日）.
30. ↑  . National Museums Liverpool.   [2015-03-19]. （原始内容存档于2012-11-20）.
31. ↑  . National Museums Liverpool.   [2015-03-19]. （原始内容存档于2015-04-02）.
32. ↑  . National Museums Liverpool.   [2015-03-19]. （原始内容存档于2020-12-06）.
33. ↑  . National Museums Liverpool.   [2015-05-07]. （原始内容存档于2015-04-03）.
34. ↑  Ingham, Chris. . Rough Guide, Ltd. 2006. ISBN 184836525X.
35. ↑  Giuliano, Vrnda; Giuliano, Brenda; Devi. . Adams Media Corporation. 1996: 3. ISBN 9781558506381. |first1=和|first=只需其一 (帮助)
36. ↑  . National Museums Liverpool.   [2015-05-17]. （原始内容存档于2015-04-03）.
37. ↑  Bill Harry 的存檔，存档日期2014-01-18. New York Times — Retrieved: 7 September 2011
38. ↑  . Rotten tomatoes.   [2015-05-07]. （原始内容存档于2021-03-07）.
39. ↑  Walker, John. (1990). "Stuart Sutcliffe and the film Midnight angel" （页面存档备份，存于）. AND: Journal of Art / artdesigncafe. Retrieved 9 January 2011.
40. ↑  Clark, Pete. . Evening Standard.   [1 July 2011]. （原始内容存档于2011年7月16日）.
41. ↑  Clayson & Sutcliffe 1994.
42. ↑  Sutcliffe & Williams 1996.
43. ↑  Clough & Fallows 2008.
44. ↑  Fitch, Alex. . Self Made Hero. 10 May 2011  [1 July 2011]. （原始内容存档于2016-03-19）.
45. ↑  . Stuart Sutcliffe Estate.   [1 July 2011]. （原始内容存档于2011年7月4日）.

参考书目
- Clayson, Alan; Sutcliffe, Pauline. . Pan Books. 1994. ISBN 978-0-330-33580-5.
- Clough, Matthew H.; Fallows, Colin. . Liverpool University Press. 2008. ISBN 978-1-84631-176-5.
- Coleman, Ray. . Pan Books. 1995. ISBN 978-0-330-34568-2.
- Giuliano, Geoffrey & Giuliano, Brenda. . Adams Media Corporation. 1996. ISBN 978-1-55850-638-1.
- Kane, Larry. . Running Press. 2007. ISBN 978-0-7624-2966-0.
- Lennon, Cynthia. . Avon Books. 1980. ISBN 978-0-380-45450-1.
- Lennon, Cynthia. . Hodder & Stoughton. 2005. ISBN 978-0-340-89512-2.
- Miles, Barry. . Vintage-Random House. 1997. ISBN 978-0-7493-8658-0.
- Norman, Philip. . Ecco Press. 2008. ISBN 978-0-06-075402-0.
- Norman, Philip. . Fireside Books. 2005. ISBN 978-0-7432-3565-5.
- Pawlowski, Gareth L. . Penguin Books. 1989. ISBN 978-0-525-24823-1.
- Ryan, David Stuart. . Kozmik Press. 1982. ISBN 978-0-905116-08-2.
- Spitz, Bob. . Little, Brown and Company. 2005. ISBN 978-0-316-80352-6.
- Sutcliffe, Pauline; Williams, Kay. . Genesis Publications. 1996. ISBN 978-0-904351-52-1.
- Sutcliffe, Pauline; Tufnell, Guinevere; Cornish, Ursula. . Routledge. 1998. ISBN 978-0-415-91993-7.
- Sutcliffe, Pauline & Thomas, Douglas. . Sidgwick & Jackson. 2001. ISBN 978-0-283-07342-7.
- The Beatles. . Apple records. 2003. ASIN: B00008GKEG.
- Unterberger, Richie. . Backbeat (UK). 2006. ISBN 978-0-87930-892-6.
- Woog, Adam. . San Diego: Lucent Books. 1998.
- Martin, Marvin. . New York: Grolier Publishing. 1996.
- Venzia, Mike. . Danbury: Children's Press. 1997.
- Burlingame, Jeff. . Berkeley Heights: Enslow Publishers. 2011.
- Conord, Bruce. . New York: Chelsea House Publishers. 1994.